# Camaricus bipunctatus
Camaricus bipunctatus es una especie de araña cangrejo del género Camaricus, familia Thomisidae. Fue descrita científicamente por Bastawade en 2002.

## Distribución
Esta especie se encuentra en India.

## Tratamiento taxonómico
La especie aparece registrada y publicada en Three new species from the spider families Amaurobiidae, Thomisidae and Salticidae (Araneae: Arachnida) from India. Journal of the Bombay Natural History Society 99: 274–281.